# Gare de Villeneuve-Saint-Georges
Gare de Villeneuve-Saint-Georges – stacja kolejowa w Villeneuve-Saint-Georges, w departamencie Val-de-Marne, w regionie Île-de-France, we Francji.
Jest stacją Société nationale des chemins de fer français (SNCF), obsługiwaną przez pociągi RER linii D. Znajduje się na linii Paryż – Marsylia.